# Kazimir Maljevič
Kazimir Severinovič Maljevič (ukr. Малевич Казимир Северинович, rus. Казимир Северинович Малевич, Kijev, 23. veljače 1879. – Sankt-Peterburg, 15. svibnja 1935.) je bio ukrajinski i ruski slikar poljsko-ukrajinskog podrijetla, teoretičar umjetnosti, pionir geometrijske apstrakcije, te jedan od glavnih predstavnika ukrajinske te ruske avangarde.

## Životopis

### Rani život i obrazovanje
Kazimir Severinovič Maljevič rođen je 23. veljače 1878. u okolici Kijeva, kao prvo od četrnaestero djece Severina i Ludwike Malewicz (Maljevič). Samo devet od njegovih četrnaestero braće i sestara doživjelo je adolescenciju. Njegov otac bio je pridošli poljski katolik s miješanim djelomično bjeloruskim porijeklom, a majka ukrajinska pravoslavka, no kako se Kazimir poput njegova oca posve integrirao u ukrajinsko društvo, te osjećao i javno izjašnjavao kao Ukrajinac, prihvatio je i pravoslavnu vjeru karakterističnu za okolicu Kijeva.
Njegov otac bio je upravitelj tvornice šećera. Njegova obitelj se puno selila, tako da je mladi Kazimir često boravio u selima s plantažama šećerne trske, daleko od velikih gradova. Do 12 ili 13 godine nije znao baš ništa o profesionalnim umjetnicima, iako ga je u djetinjstvu okruživala seoska umjetnost. Uživao je u seoskom tkanju, te u dekoriranim zidovima i stajama. Sam Maljevič mogao je slikati seoskim stilom. U Kijevu je od 1895. pa do 1896. studirao crtanje.
Nakon smrti njegova oca 1904., Maljevič se seli u Moskvu. Studirao je na Moskovskoj školi slikarstva, kiparstva i arhitekture i u ateljeu Fedora Rerberga od 1904. pa do 1910. Godine 1911. sudjelovao je na drugoj izložbi Sojuz Molodjožia u Sankt-Peterburgu s Vladimirom Taltinom, a 1912. grupa je održala treću izložbu gdje su izložena djela koja su napravili Aleksandra Ekster, Tatlin i drugi. Iste godine sudjelovao je i na izložbi kolektiva Magareći rep u Moskvi. Godine 1914., Maljevič je održao izložbu u Salon des Independantsu u Parizu zajedno s umjetnicima kao što su Aleksandar Arčipenko, Sonja Delaunaj, Aleksandra Ekster i Vadim Meller, među ostalima. Godine 1915. Maljevič izdaje svoj manifest Od kubizma do suprematizma. Godine 1915. i 1916. surađivao je sa suprematističkim slikarima u mnogim selima. Godine 1916. i 1917. sudjelovao je na moskovskoj izložbi grupe Karo dečko među kojima su uz njega izlagali i Nathan Altman, David Burljuk i A. Ekster.

### Prelazak na apstrakciju i razvoj suprematizma
Nakon ranijih eksperimenata s raznim modernističkim stilovima uključujući i kubizam i futurizam - koji su oprimjereni njegovim dizajnom pozornice i kostima  Arhivirana inačica izvorne stranice od 5. siječnja 2009. (Wayback Machine) za kubofuturističku operu Pobjeda nad suncem - Maljevič je počeo raditi na apstraktnim, neobjektnim geometrijskim nijansama, osnivajući time pokret znan kao suprematizam. Poznata suprematistička djela uključuju Crni kvadrat (1915.) i Bijelo na bijelomu (1918.).
Maljevič je također dao do znanja da ga je njegova fascinacija sa zračnom fotografijom i avijacijom odvela na apstrakciju inspiriranu ili izvučenu iz zračnih krajolika. Kandidatkinja za harvardski doktorat Julia Bekman Chadaga piše: "U njegovim kasnijim pisanjima, Maljevič je 'dodatni element' definirao kao kvalitetu bilo kojeg novog vizualnog krajolika uvodeći time promjenu percepcije... U nizu dijagrama koji ilustriraju 'krajolik' koji utječe na razne slikarske pokrete, suprematizam je povezan s nizom zračnih pogleda koji prikazuju poznat krajolik u apstrakciji..."
Maljevič je bio član Kolegija za umjetnost u Narkomprosu, komisije za zaštitu baština i muzejske komisije od 1918. do 1919. Radio je kao predavač u Vitebsku (1919. – 1922.), Lenjingradu (1922. – 1927. i ponovo 1930., no na drugim institucijama) i u Kijevu (1927. – 1929.). Napisao je knjigu Svijet kao neobjektivnost, koja iznosi suprematističke teorije.

### Kasniji život
Godine 1927. Maljevič putuje u Varšavu, pa u Njemačku za retrospektivu koja mu je donijela svjetsku slavu, te je odlučio ostaviti dosta slika tamo kada se vraćao u SSSR. Kada se staljinizam okrenuo protiv modernističke "buržoazijske" umjetnosti, Maljeviču je suđeno. Mnoga njegova djela su ili zaplijenjena ili uništena i Maljevič je umro u Lenjingradu 15. svibnja 1935. u 57. godini života, i to u bijedi i siromaštvu.
Kritičari su ismijali Maljeviča zbog dostizanja umjetnosti tako da negira sve dobro i čisto: ljubav za život i ljubav za prirodu. Umjetnik i povjesničar umjetnosti Alexandre Benois je bio jedan takav kritičar. Maljevič je odgovorio da umjetnost može napredovati i razviti se za sam smisao umjetnosti, neovisno o njezinom zadovoljstvu: umjetnost ne treba nas, i nikad nas nije trebala otkad su zvijezde prvi put zasjale na nebu.
Maljevičeva su se djela tek nedavno pojavila na umjetničkim izložbama u Rusiji, i to nakon dugog odsustva. To se ponajviše dogodilo jer su sljedbenici umjetnosti radili da se umjetnik predstavi ruskim ljubiteljima umjetnosti. Izdana je i knjiga s Maljevičevim teoretskim pisanjima. No, unatoč svemu ovom, njegov ugled u Rusiji je i danas uvelike okaljan. Tek nedavno su ukrajinski umjetnici ustanovili Maljevičev točan datum rođenja: 23. veljače 1878.

## Hrvatski stručnjaci o Maljeviču
Kazimir Maljevič danas je zasigurno jedan od najznačajnijih umjetnika u svijetu no to je samo jedan od razloga njegovog posmrtnog svojatanja u više europskih država. Hrvatski stručnjak za umjetnost i povijest Đuro Vidmarović, u riječkom časopisu za književnost i književne prosudbe iz 2002. godine, stručno objašnjava kulturnu i etničku pripadnost Maljeviča. Navodi da je Malevič «Ukrajinac s poljskim porijeklom». Odgojen je na ukrajinskoj nacionalnoj kulturi, ukrajinskom narodnom slikarstvu i ikonopisu te se iz istih razloga nesmije istovjetno dovoditi u ruski kontekst što je do sada bio česti slučaj u pojedinim izdanjima hrvatskih medija.
Stručnjak Đuro Vidmarović također navodi pogreške i neutemeljene improvizacije ostalih svjetskih stručnjaka poput Gillesa Néreta koji relativno slabo razumiju i poznaju povijest ruske i ukrajinske kulture. Ukrajinska avangarda ima svoju specifičnost i prepoznatljivost, a te su osobine svakom stručnjaku jasno vidljive u djelima Kazimira Maleviča. U istom izdanju riječkog časopisa hrvatski stručnjak Vidmarović navodi se da je Maljevič učinio veliki utjecaj na suvremeno hrvatsko slikarstvo. Iz istih je razloga svako djelo Maljeviča dobro došlo u Hrvatskoj.
Njegovo djelo Crni križ upotrebljava kao logo slovenska rock skupina Laibach.
Moguće krijumčarenje preživjelih Maljevičevih djela iz Rusije, glavna je radnja knjige Crveni kvadrat.

## Galerija

### Autoportreti i fotografije
- Autoportret (1908.)
- Autoportret (1908.)
- Njegov najpoznatiji autoportret

### Portreti
- Glava seljanke (1912.-13.)
- Portret žene (1930.)
- Portret V. A. Pavlova (1933.)
- Portret muškarca (1930-e)
- Portret I.V. Kljuna (Kljunkova)
- Nezaposlena djevojka

### Kubističke slike
- Biro i soba
- Krava i struna
- Englez u Moskvi
- Seljak u polju
- Žena na peronu
- Drvorezač

### Suprematizam
- Crni križ
- Crni krug
- Crni kvadrat
- Suprematizam (1915)
- Suprematizam s osam pravokutnika
- Suprematizam (1921-1927)
- Suprematizam Muzeul de Artă
- Crveni kvadrat
- Suprematizam sa plavim trokutom i crnim pravokutnikom
- Supremus br. 58
- Dvodimenzionalni autoportret
- Nogometaš u četvrtoj dimenziji
- Supremus br. 56

## Poznatija djela
- 1912. Drvorezač
- 1914. Avijatičar
- 1914. Englez u Moskvi
- 1914. Vojnik 1. divizije
- 1915. Crveni i crni kvadrat
- 1915. Crveni kvadrat
- 1915. Suprematistička kompozicija
- 1915. Suprematism
- 1915. Suprematizam: Autoportret u dvije dimenzije
- 1915. – 16. Ludwigshafen
- 1916. Suprematistističaka slika
- 1916. Supremus br. 56
- 1932. – 34. Trkač

## Vanjske poveznice
- Guggenheim: Kazimir Malevich  Arhivirana inačica izvorne stranice od 12. svibnja 2008. (Wayback Machine)
- "Black Square"
- "White on White"  Arhivirana inačica izvorne stranice od 26. studenoga 2005. (Wayback Machine)
- "Malevich on Film"
- DA Collection  Arhivirana inačica izvorne stranice od 2. prosinca 2012. (Wayback Machine)
- Kazimir Malevich at Olga's Gallery
- "Victory Over the Sun" discussed  Arhivirana inačica izvorne stranice od 25. studenoga 2005. (Wayback Machine)
- smARThistory: Suprematist Composition: White on White  Arhivirana inačica izvorne stranice od 2. lipnja 2007. (Wayback Machine)